# Associazione Calcio Legnano 1963-1964
Questa pagina raccoglie le informazioni riguardanti l'Associazione Calcio Legnano nelle competizioni ufficiali della stagione 1963-1964.

## Stagione

Benito Albini, al Legnano dal 1963 al 1964.

Nell'estate del 1963 il presidente Luciano Caccia e in consiglio direttivo si dimettono. Non trovando subito un nuovo presidente, viene nominato un commissario straordinario: Felice Bossi.
Per quanto riguarda il calciomercato, sono ceduti i centrocampisti Mauro Maltinti e Angelo Pereni e gli attaccanti Gigi Riva e Domenico Gerosa. Sul fronte degli acquisti, sono tesserati i centrocampisti Enzo Calvi, Pietro Peiti, Armando Picciafuoco e Giuseppe Pirola e gli attaccanti Benito Albini e Giuseppe Dappiano. C'è anche un cambio di allenatore: Fausto Braga sostituisce Luciano Lupi sulla panchina lilla.
Nella stagione 1963-64 i Lilla si piazzano al 5º posto con 34 punti in classifica.

## Divise
| Casa |

## Organigramma societario
Area direttiva
- Commissario straordinario: comm. Felice Bossi

Area tecnica
- Allenatore: Fausto Braga

## Rosa
| N. |                   | Ruolo | Calciatore               |
| -- | ----------------- | ----- | ------------------------ |
|    | Italia (bandiera) | A     | Benito Albini            |
|    | Italia (bandiera) | D     | Adriano Bossi            |
|    | Italia (bandiera) | A     | Giuseppe Broggi          |
|    | Italia (bandiera) | C     | Giorgio Busletta         |
|    | Italia (bandiera) | C     | Enzo Calvi               |
|    | Italia (bandiera) | P     | Pier Giorgio Castellazzi |
|    | Italia (bandiera) | A     | Giuseppe Dappiano        |
|    | Italia (bandiera) | P     | Giuseppe De Lorenzi      |
|    | Italia (bandiera) | D     | Adelmo Ferrari           |
|    | Italia (bandiera) | C     | Natale Lamera            |

| N. |                   | Ruolo | Calciatore          |
| -- | ----------------- | ----- | ------------------- |
|    | Italia (bandiera) | D     | Bruno Mariani       |
|    | Italia (bandiera) | C     | Domenico Parola     |
|    | Italia (bandiera) | C     | Pietro Peiti        |
|    | Italia (bandiera) | C     | Armando Picciafuoco |
|    | Italia (bandiera) | A     | Giuseppe Pirola     |
|    | Italia (bandiera) | C     | Luigi Pogliana      |
|    | Italia (bandiera) | D     | Abramo Rossetti     |
|    | Italia (bandiera) | C     | Luciano Sassi       |
|    | Italia (bandiera) | D     | Riccardo Talarini   |

## Risultati

### Serie C (girone A)

#### Girone d'andata
| Arbitro: | Pfiffner (Torino) |

|                 |           |  |
| Picciafuoco 69’ | Marcatori |  |

| Arbitro: | Mariotti (Firenze) |

|                   |           |  |
| Ive 14’ Masat 44’ | Marcatori |  |

| Arbitro: | Gandiolo (Alessandria) |

|                                              |           |              |
| Parola 50’ Picciafuoco 52’ Broggi 55’ (rig.) | Marcatori | 85’ Mascetti |

| Arbitro: | Marchiori (Padova) |

|  |           |              |
|  | Marcatori | 45’ Dappiano |

| Legnano 20 ottobre 1963 5ª giornata | Legnano           | 0 – 0 | Fanfulla | Stadio Comunale\| Arbitro: \| Toselli (Cormons) \| |
| Arbitro:                            | Toselli (Cormons) |       |          |                                                    |

| Arbitro: | Gonella (Torino) |

|                  |           |  |
| Dalle Fratte 22’ | Marcatori |  |

| Arbitro: | De Angelis (Bussi) |

|                 |           |            |
| Picciafuoco 86’ | Marcatori | 6’ Facchin |

| Arbitro: | Gardelli (Forlì) |

|             |           |  |
| Mariani 50’ | Marcatori |  |

| Legnano 17 novembre 1963 9ª giornata | Legnano         | 0 – 0 | Saronno | Stadio Comunale\| Arbitro: \| Torre (Voghera) \| |
| Arbitro:                             | Torre (Voghera) |       |         |                                                  |

| Arbitro: | Bigi (Padova) |

|           |           |                                   |
| Brigo 16’ | Marcatori | 28’ Dappiano 52’ Parola 60’ Calvi |

| Legnano 1º dicembre 1963 11ª giornata | Legnano             | 0 – 0 | Treviso | Stadio Comunale\| Arbitro: \| Ottonella (Firenze) \| |
| Arbitro:                              | Ottonella (Firenze) |       |         |                                                      |

| Valdagno 8 dicembre 1963 12ª giornata | Marzotto Valdagno  | 0 – 0 | Legnano | Stadio dei Fiori\| Arbitro: \| Picasso (Chiavari) \| |
| Arbitro:                              | Picasso (Chiavari) |       |         |                                                      |

| Legnano 15 dicembre 1963 13ª giornata | Legnano                | 0 – 0 | Novara | Stadio Comunale\| Arbitro: \| Cicconetti (Pordenone) \| |
| Arbitro:                              | Cicconetti (Pordenone) |       |        |                                                         |

| Solbiate Arno 22 dicembre 1963 14ª giornata | Solbiatese          | 0 – 0 | Legnano | Stadio Felice Chinetti\| Arbitro: \| Schinetti (Brescia) \| |
| Arbitro:                                    | Schinetti (Brescia) |       |         |                                                             |

| Arbitro: | Sabattini (San Felice sul Panaro) |

|              |           |              |
| Dappiano 41’ | Marcatori | 81’ Marchiol |

| Ivrea 5 gennaio 1964 16ª giornata | Ivrea                 | 0 – 0 | Legnano | Stadio Gino Pistoni\| Arbitro: \| Simoncini (La Spezia) \| |
| Arbitro:                          | Simoncini (La Spezia) |       |         |                                                            |

| Arbitro: | Olivati (Genova) |

|                                          |           |            |
| Del Grosso 28’ Brollo 46’, 74’ Betti 72’ | Marcatori | 43’ Parola |

#### Girone di ritorno
| Arbitro: | Branzoni (Pavia) |

|                          |           |  |
| Cei 5’ Bonfanti 52’, 53’ | Marcatori |  |

| Arbitro: | Castoldi (Genova) |

|            |           |         |
| Parola 43’ | Marcatori | 73’ Ive |

| Como 2 febbraio 1964 20ª giornata | Como                  | 0 – 0 | Legnano | Stadio Giuseppe Sinigaglia\| Arbitro: \| Sanguineti (Chiavari) \| |
| Arbitro:                          | Sanguineti (Chiavari) |       |         |                                                                   |

| Arbitro: | Rostagno (Torino) |

|                         |           |  |
| Dappiano 33’ Broggi 54’ | Marcatori |  |

| Arbitro: | Momoli (Padova) |

|            |           |  |
| Secchi 53’ | Marcatori |  |

| Legnano 23 febbraio 1964 23ª giornata | Legnano        | 0 – 0 | Mestrina | Stadio Comunale\| Arbitro: \| Virgili (Roma) \| |
| Arbitro:                              | Virgili (Roma) |       |          |                                                 |

| Arbitro: | Cantelli (Firenze) |

|                          |           |                   |
| De Nardi 34’ Facchin 70’ | Marcatori | 73’ (rig.) Lamera |

| Arbitro: | Gandiolo (Alessandria) |

|                                           |           |  |
| Lamera 38’ (rig.) Dappiano 41’ Parola 80’ | Marcatori |  |

| Saronno 22 marzo 1964 26ª giornata | Saronno       | 0 – 0 | Legnano | Stadio Colombo Giannetti\| Arbitro: \| Motta (Monza) \| |
| Arbitro:                           | Motta (Monza) |       |         |                                                         |

| Arbitro: | Simoncini (La Spezia) |

|           |           |  |
| Peiti 81’ | Marcatori |  |

| Arbitro: | Ghetti (Modena) |

|                      |           |                 |
| Macor 6’ Volpato 63’ | Marcatori | 60’ Picciafuoco |

| Arbitro: | Grava (Ivrea) |

|                   |           |  |
| Dappiano 61’, 87’ | Marcatori |  |

| Novara 19 aprile 1964 30ª giornata | Novara          | 0 – 0 | Legnano | Stadio Enrico Patti\| Arbitro: \| Saetti (Padova) \| |
| Arbitro:                           | Saetti (Padova) |       |         |                                                      |

| Arbitro: | Pilotto (Torino) |

|             |           |                             |
| Mariani 64’ | Marcatori | 20’ Azzimonti 63’ Carminati |

| Vittorio Veneto 10 maggio 1964 32ª giornata | Vittorio Veneto | 0 – 0 | Legnano | Stadio Comunale\| Arbitro: \| Bosso (Asti) \| |
| Arbitro:                                    | Bosso (Asti)    |       |         |                                               |

| Arbitro: | Moretto (San Donà di Piave) |

|                            |           |           |
| Poretti 5’ Picciafuoco 60’ | Marcatori | 26’ Negri |

| Legnano 24 maggio 1964 34ª giornata | Legnano             | 0 – 0 | Pordenone | Stadio Comunale\| Arbitro: \| Aloisi (Giulianova) \| |
| Arbitro:                            | Aloisi (Giulianova) |       |           |                                                      |

## Statistiche

### Statistiche di squadra
| Competizione | Punti | Totale | Totale | Totale | Totale | Totale | Totale | DR |
| Competizione | Punti | G      | V      | N      | P      | Gf     | Gs     | DR |
| ------------ | ----- | ------ | ------ | ------ | ------ | ------ | ------ | -- |
| Serie C      | 34    | 34     | 9      | 16     | 9      | 25     | 24     | +1 |

### Statistiche dei giocatori
| Giocatore      | Serie C  | Serie C |
| Giocatore      | Presenze | Reti    |
| -------------- | -------- | ------- |
| B. Albini      | 21       | 0       |
| A. Bossi       | 2        | 0       |
| G. Broggi      | 34       | 2       |
| G. Busletta    | 2        | 0       |
| E. Calvi       | 18       | 1       |
| P. Castellazzi | 24       | 0       |
| G. Dappiano    | 28       | 7       |
| G. De Lorenzi  | 10       | 0       |
| A. Ferrari     | 33       | 0       |
| S. Lamera      | 26       | 2       |
| B. Mariani     | 21       | 1       |
| D. Parola      | 12       | 2       |
| P. Peiti       | 13       | 1       |
| A. Picciafuoco | 19       | 5       |
| G. Pirola      | 24       | 3       |
| L. Pogliana    | 28       | 0       |
| A. Rossetti    | 24       | 0       |
| L. Sassi       | 30       | 0       |
| R. Talarini    | 1        | 0       |